# 1990-es finn labdarúgó-bajnokság (első osztály)
Az 1990-es Veikkausliiga a finn bajnokság 60. szezonja volt. A bajnokság a körmérkőzéses alapszakaszt követően rájátszással ért véget. A 12 csapatos bajnokságot (története során ekkor 17. alkalommal) a HJK Helsinki csapata nyerte.

## Alapszakasz
| Hely | Csapat               | Mérk | Gy | D  | V  | G+ | G- | Pont |
| ---- | -------------------- | ---- | -- | -- | -- | -- | -- | ---- |
| 1    | Kuusysi Lahti (O)    | 22   | 14 | 5  | 3  | 34 | 12 | 33   |
| 2    | RoPS Rovaniemi (O)   | 22   | 12 | 5  | 5  | 29 | 17 | 29   |
| 3    | HJK Helsinki (O) (C) | 22   | 11 | 6  | 5  | 40 | 29 | 28   |
| 4    | KuPS Kuopio (O)      | 22   | 8  | 8  | 6  | 24 | 22 | 24   |
| 5    | Reipas Lahti (O)     | 22   | 7  | 9  | 6  | 35 | 21 | 23   |
| 6    | TPS Turku (O)        | 22   | 7  | 9  | 6  | 27 | 20 | 23   |
| 7    | MP Mikkeli (O)       | 22   | 6  | 11 | 5  | 20 | 22 | 23   |
| 8    | Haka Valkeakoski (O) | 22   | 8  | 6  | 8  | 27 | 34 | 22   |
| 9    | Ilves Tampere        | 22   | 6  | 8  | 8  | 37 | 33 | 20   |
| 10   | OTP Oulu             | 22   | 4  | 7  | 11 | 16 | 32 | 15   |
| 11   | KPV Kokkola (O) (R)  | 22   | 6  | 3  | 13 | 15 | 32 | 15   |
| 12   | Kumu Kuusankoski (R) | 22   | 1  | 7  | 14 | 13 | 43 | 9    |

## Rájátszás

### Negyeddöntők
- Kuusysi Lahti - Haka Valkeakoski 3-1 ; 2-2 ; 4-3
- RoPS Rovaniemi - MP Mikkeli 1-1,4-5 ; 2-1 ; 0-1
- TPS Turku - HJK Helsinki 0-0,3-2 ; 1-2 ; 1-3
- KuPS Kuopio - Reipas Lahti 1-1,4-5 ; 0-2

### Elődöntők
- Kuusysi Lahti - MP Mikkeli 3-1 ; 1-0
- HJK Helsinki - Reipas Lahti 3-2 ; 3-2

### Bronzmérkőzés
- Reipas Lahti - MP Mikkeli 1-6

### Döntő
- Kuusysi Lahti - HJK Helsinki 1-1,3-4 ; 0-1